# Station Prissé-la-Charrière
Station is een spoorweghalte in de Franse gemeente Plaine-d'Argenson.